# Liste der Monuments historiques in Hautvillers
Die Liste der Monuments historiques in Hautvillers führt die Monuments historiques in der französischen Gemeinde Hautvillers auf.

## Liste der Immobilien
| Bezeichnung       | Beschreibung | Standort               | Kennzeichnung | Schutzstatus   | Datum | Bild           |
| ----------------- | --- | ---------------------- | ------------- | -------------- | ----- | -------------- |
| Abtei Hautvillers | Benediktinerkloster, um 650/662 gegründet, nach der Französischen Revolution aufgelöst; Abteikirche St-Sidulphe, Kreuzgangsflügel und Fontaine Saint-Nivard, 12. bis 15. Jahrhundert; Portal und Küchengebäude, 16. und 17. Jahrhundert | Rue de l’Abbaye (Lage) | PA00078717    | Classé Inscrit | 1983  | weitere Bilder |

## Liste der Objekte
| Bezeichnung                                                           | Beschreibung                                                                                  | Standort                         | Kennzeichnung | Schutzstatus | Datum     | Bild           |
| --------------------------------------------------------------------- | --------------------------------------------------------------------------------------------- | -------------------------------- | ------------- | ------------ | --------- | -------------- |
| Gemälde Heilung eines Kranken durch den heiligen Makarios I.          | Ölfarbe auf Leinwand, 1695 von Simon Boullard                                                 | in der Kirche St-Sidulphe (Lage) | PM51001505    | Classé       | 1962      |                |
| Gemälde Petrus heilt einen Gelähmten                                  | Ölfarbe auf Leinwand, 1715 von Claude Charles                                                 | in der Kirche St-Sidulphe (Lage) | PM51000473    | Classé       | 1962      |                |
| Gemälde Christus am Kreuz zwischen den zwei Schächern                 | Ölfarbe auf Leinwand, 17. Jahrhundert, von Langlois                                           | in der Kirche St-Sidulphe (Lage) | PM51000476    | Classé       | 1967      |                |
| Kanzel                                                                | Holz, 18. Jahrhundert                                                                         | in der Kirche St-Sidulphe (Lage) | PM51002666    | Inscrit      | 1977      | weitere Bilder |
| Grabstein für Dom Thierry Ruinart                                     | Stein, bezeichnet 1709                                                                        | in der Kirche St-Sidulphe (Lage) | PM51000466    | Classé       | 1905      |                |
| Gemälde Der heilige Nivard mit den Plänen der Abtei Hautvillers       | Ölfarbe auf Leinwand, 1715 von Claude Charles                                                 | in der Kirche St-Sidulphe (Lage) | PM51000477    | Classé       | 1967      |                |
| Orgel                                                                 | Ensemble aus PM51000470 und PM51000478                                                        | in der Kirche St-Sidulphe (Lage) | PM51001754    | Classé       | 1976 1978 | weitere Bilder |
| Orgelprospekt                                                         | Positiv um 1630; Hauptprospekt 1769 von Louis Gordillot und Matthieu Wyskirclum gebaut        | in der Kirche St-Sidulphe (Lage) | PM51000470    | Classé       | 1976      | weitere Bilder |
| Instrumentalteil der Orgel                                            | 1769 von Louis Gordillot und Matthieu Wyskirclum gebaut                                       | in der Kirche St-Sidulphe (Lage) | PM51000478    | Classé       | 1978      |                |
| Sakristeischrank                                                      | Holz, 17. Jahrhundert; mit Gemälde Heiliger Benedikt, Ölfarbe auf Leinwand, 1668              | in der Kirche St-Sidulphe (Lage) | PM51003443    | Inscrit      | 2002      |                |
| Grabstein für Dom Pierre Pérignon                                     | Marmor, bezeichnet 1715                                                                       | in der Kirche St-Sidulphe (Lage) | PM51000467    | Classé       | 1905      |                |
| Gemälde Christus trägt das Kreuz                                      | Ölfarbe auf Leinwand, 17. Jahrhundert, von Langlois; nach Pierre Mignard                      | in der Kirche St-Sidulphe (Lage) | PM51000472    | Classé       | 1962      |                |
| Gemälde Der heilige Benedikt im Gespräch mit der heiligen Scholastika | Ölfarbe auf Leinwand, 1715 von Claude Charles                                                 | in der Kirche St-Sidulphe (Lage) | PM51000474    | Classé       | 1962      |                |
| Gemälde Die heilige Helena findet das Kreuz                           | Ölfarbe auf Leinwand, 1695 von Simon Boullard                                                 | in der Kirche St-Sidulphe (Lage) | PM51000475    | Classé       | 1967      |                |
| Linker Seitenaltar                                                    | Altartisch und Retabel; Holz, farbig gefasst, 18. Jahrhundert                                 | in der Kirche St-Sidulphe (Lage) | PM51000479    | Classé       | 1979      |                |
| Skulptur Madonna                                                      | Aufsatz eines Prozessionsstabs; Holz, 18. Jahrhundert                                         | in der Kirche St-Sidulphe (Lage) | PM51002665    | Inscrit      | 1977      |                |
| Chorgestühl und Wandvertäfelung                                       | Holz, 17. oder 18. Jahrhundert                                                                | in der Kirche St-Sidulphe (Lage) | PM51000465    | Classé       | 1905      | weitere Bilder |
| Bänkchen und Hocker                                                   | Holz, vergoldet, 18. Jahrhundert                                                              | in der Kirche St-Sidulphe (Lage) | PM51000468    | Classé       | 1926      |                |
| Hauptaltar                                                            | Altartisch, Tabernakel, Retabel und drei Skulpturen; Marmor, Holz, vergoldet, 17. Jahrhundert | in der Kirche St-Sidulphe (Lage) | PM51000469    | Classé       | 1964      |                |
| Kredenz                                                               | Holz, vergoldet, 18. Jahrhundert                                                              | in der Kirche St-Sidulphe (Lage) | PM51003444    | Inscrit      | 2002      |                |